# Le Thieulin
Le Thieulin település Franciaországban, Eure-et-Loir megyében. Lakosainak száma 427 fő (2022. január 1.). Le Thieulin Fruncé, Saint-Denis-des-Puits, Champrond-en-Gâtine, Chuisnes, Les Corvées-les-Yys és Friaize községekkel határos.

## Népesség
A település népességének változása:
| Lakosok száma | 213  | 239  | 293  | 390  | 421  | 440  | 452  | 452  | 450  | 427  |
|               | 1968 | 1982 | 1990 | 2006 | 2013 | 2015 | 2017 | 2019 | 2020 | 2022 |